# Faryl Smith
Faryl Smith (sinh ngày 23 tháng 7 năm 1995) là một giọng nữ cao người Anh đã nổi tiếng sau khi xuất hiện trong loạt phim thứ hai của chương trình tài năng truyền hình ITV Britain's Got Talent năm 2008. Vòng đấu, cô đã hoàn thành ngoài ba người đứng đầu trong trận chung kết trực tiếp vào ngày 31 tháng 5. Trong cuộc thi, cô được huấn luyện viên hát Yvie Burnett dạy kèm và nhận được lời đề nghị từ nhiều hãng thu âm khác nhau. Sau chương trình, không giống như những người vào chung kết khác, cô đã không ký hợp đồng với hãng thu âm Simon Cowell của Syco, mặc dù cô ấy đã xuất hiện trong album đầu tay của người vào chung kết Andrew Johnston có tựa, One Voice.
Smith đã ký hợp đồng với Universal Classics và Jazz với số tiền tạm ứng 2,3 triệu bảng vào tháng 12 năm 2008, khoản tiền lớn nhất từng được cấp cho một nữ sinh. Album đầu tay của cô, Faryl, được thu âm từ tháng 12 năm 2008 đến tháng 1 năm 2009 và phát hành vào tháng 3 năm 2009. Faryl trở thành album solo cổ điển bán chạy nhất trong lịch sử bảng xếp hạng của Anh, bán được 29.200 bản trong tuần đầu tiên. Nó xuất hiện ở vị trí thứ sáu và tăng lên vị trí thứ tư vào tuần sau, đưa Smith trở thành thí sinh Anh tài năng thứ ba để có một album hàng đầu. Năm 2010, trên tài khoản của Faryl, Smith đã được đề cử hai giải thưởng BRIT cổ điển và trở thành nghệ sĩ trẻ nhất từng nhận được một đề cử kép.
Album thứ hai của Smith, Wonderland, được phát hành vào tháng 11 năm 2009. Một album khái niệm dựa trên Alice in Wonderland, album được các nhà phê bình đón nhận, nhưng không thành công trong bảng xếp hạng. Sau khi phát hành Wonderland, hợp đồng của Smith với Universal đã kết thúc. Ngoài việc phát hành album của mình, cô ấy còn xuất hiện trên trang bìa từ thiện "The Prayer", phát hành vào tháng 3 năm 2010, cung cấp giọng hát cho album 2012 The Magic of a Thousand String của International Harp Consemble, và đã biểu diễn tại nhiều sự kiện, bao gồm Hiệu suất giống Hoàng gia năm 2009. Năm 2015, Smith bắt đầu học âm nhạc tại Trường Âm nhạc và Kịch nghệ Guildhall ở London. Cô tiếp tục biểu diễn thường xuyên, kể cả tại các sự kiện thể thao lớn.

## Sự nghiệp

### Britain's Got Talent
Trước khi xuất hiện trên truyền hình, Smith đã biểu diễn thi trong Kettering, Northamptonshire Eisteddfod,  Llangollen International Musical Eisteddfod, Pontins Junior Starquest competition, và Festival 4 Stars. Cô đã thử giọng cho series thứ nhì của chương trình truyền hình thự tế ITV Britain's Got Talent, diễn xuất đến mức Jon O'Brien, của Allmusic, gọi là một sự trình diễn "chín chắn" của "Ave Maria", và được đưa vào các chương trình trực tiếp. Simon Cowell đã mô tả buổi thử giọng của cô là "buổi thử giọng hay nhất [anh] đã nghe trong nhiều năm". Trước khi biểu diễn trực tiếp, cô và Andrew Johnston được yêu thích để giành chiến thắng. Cô đã giành chiến thắng trong trận bán kết của mình bằng phiếu bầu công khai, thực hiện một bản hát lại của Sarah McLachlan có tựa "Angel". Bài hát đã đưa cô vào chung kết, và khiến cô trở thành người ưa thích để giành chiến thắng.